# 麻布七不思議
麻布七不思議（あざぶななふしぎ）とは、東京都港区麻布に伝わる七つの不思議な物語のこと。
七不思議の組み合わせには諸説あり、7つ以上の伝承が存在する。飯倉義之監修の『江戸の怪異と魔界を探る』では10個の伝承が紹介されている。

## 代表的な七不思議

### 柳の井戸
港区元麻布の善福寺に現存する。
空海が水脈を穿ち、水が湧いたという。その後、水が枯れてしまい親鸞が柳の枝で再び水脈を開いたと伝えられている。また、空海が鹿島神宮の武甕槌大神に祈願をし、手に持った錫杖を地面に突き立てたところ、水が湧き井戸となったとも伝えられている。この伝承では、鹿島神宮にあった七つの井戸のひとつは、柳の井戸に水を与えたために、水が枯れてしまったと伝えられている。
近代では関東大震災や東京大空襲による断水から人々を救った井戸であり、東京の名湧水57選に選ばれている。

### 狸穴の古洞
港区麻布狸穴町の狸穴坂の坂下にあったという。
雌狸が住む大きな穴があったと伝えられている。また、遥か昔に銅が産出した間府穴（銅を採るために掘った穴）があったとも伝えられている。

### 広尾の送り囃子
渋谷区広尾から道玄坂の一帯にあった広尾ヶ原での出来事。
夏から秋の月がよく見える晩に、広尾ヶ原を歩いているとお囃子の音が聞こえてくることがあったという。次第に自分のもとへと迫ってくるが、また次第に遠く離れていくと伝えられている。

### 善福寺の逆さ銀杏

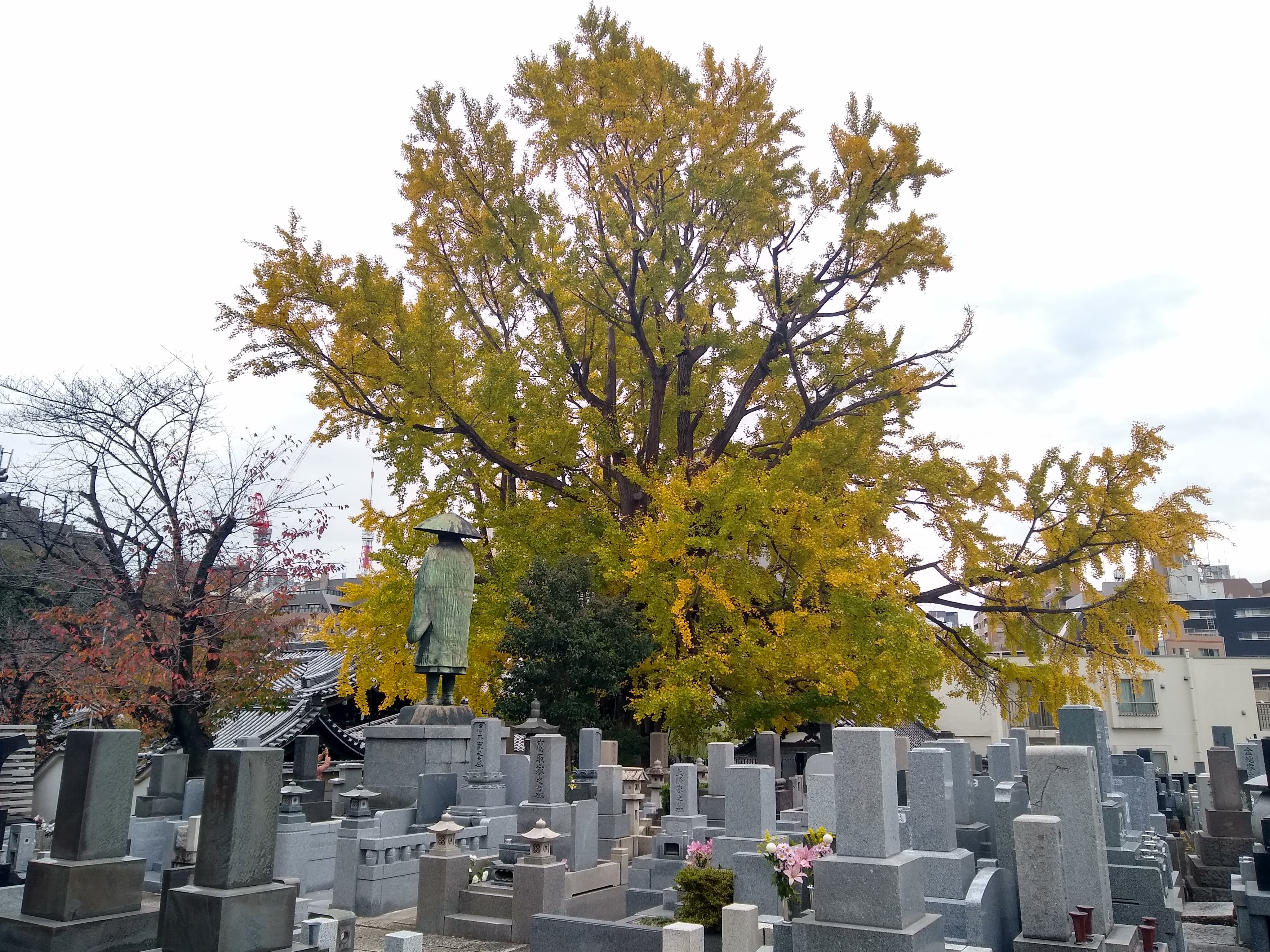
善福寺の逆さ銀杏

港区元麻布の善福寺に現存する。国指定の天然記念物。
天然記念物指定名称は善福寺のイチョウ（ぜんぷくじのいちょう）。
善福寺に立ち寄った親鸞が、寺を去る際に持っていたイチョウの杖を境内の土に挿し、「念仏の求法、凡夫の往生もかくの如きか」と言ったという。すると、杖は根づき、大きな銀杏に育ったと伝えられている。

### 蟇池

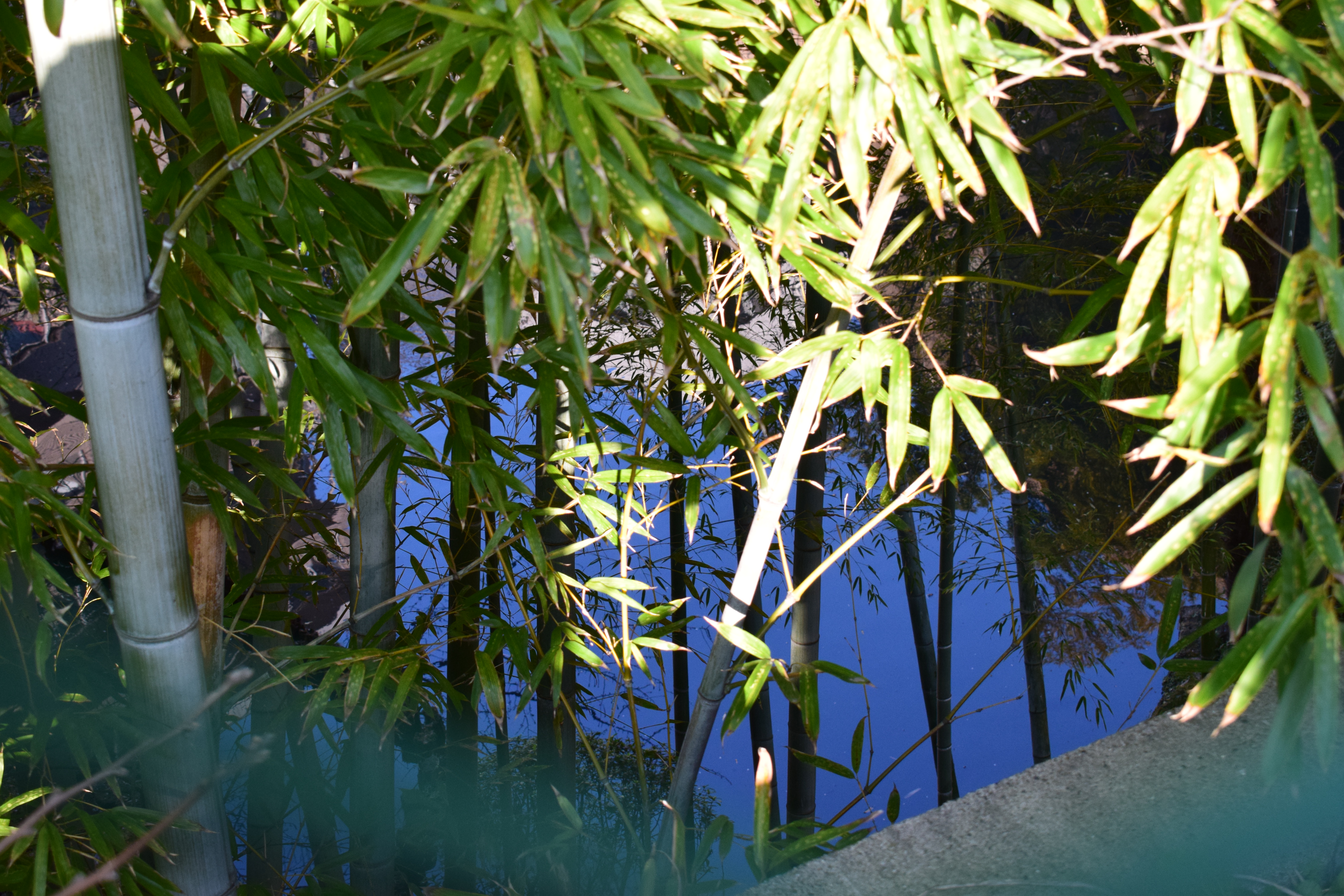
蟇池

港区元麻布に現存しているが池の大部分は失われている。
元々この蟇池には、千年も生きているという大がえるが住んでいたという。1821年大火で周囲の殆どが焼けてしまったにも関わらず、その大がえるが山崎治正の屋敷に水を吹きかけ、猛火を退けて類焼を免れたと伝えられている。

### 永坂の脚気石
港区麻布永坂町の永坂にあった。かなめ石とも呼ばれていた。
直径約30cmの石で往来の邪魔であった為、道路整備の際に取り除こうとしたが、いくら掘っても根が現れることがなく、そのまま放置されていた。いつの頃からか、塩を供えてお祈りすると、足の病に効能があると言われるようになったと伝えられている。明治維新後に取り払われたという。

### 麻布の一本松
港区元麻布に現存しているが、明暦の大火で焼失し、その後も何度か植え替えられている。
羽衣の松や冠の松、お松様とも呼ばれていたという。この松の枝に甘酒を入れた筒をかけて、咳が治るように祈願する風習があったと伝えられている。信仰が厚かった頃には、松の番人がいたこともあったという。

## 参考資料
- 飯倉義之『江戸の怪異と魔界を探る』カンゼン、2020年4月13日、196-206頁